# Hans Sarpei
Hans Adu Sarpei, född 28 juni 1976 i Tema, är en ghanansk före detta fotbollsspelare.

## Karriär

### Klubblag
Hans Sarpei kom till Fortuna Köln 1998 där han under två säsonger gjorde 44 matcher. Efter ett år i MSV Duisburg skrev Sarpei på för VfL Wolfsburg där han mellan 2001 och 2007 gjorde 139 ligamatcher. I slutet av säsongen 2006/2007 valde Sarpei att inte förlänga sitt kontrakt då han ville prova på något nytt. 18 maj 2007 skrev Sarpei på för Bayer Leverkusen. Efter 42 matcher under tre års tid lämnade han Leverkusen 2010 för Schalke 04, där han senare kom att avsluta karriären.

### Landslag
Sarpei gjorde totalt 36 landskamper för Ghanas landslag. Han deltog både i VM 2006 och VM 2010. Sarpei var även med och vann brons i Afrikanska mästerskapet 2008 samt silver i Afrikanska mästerskapet 2010.

## Meriter

### Klubblag
Schalke 04
- DFB-Pokal: 2011

### Landslag
Ghana
- Afrikanska mästerskapet
  - Silver: 2010
  - Brons: 2008